# Fakt (gazeta)
Fakt – ogólnopolska gazeta codzienna, oferująca treści zarówno w formie drukowanej, jak i cyfrowej, w tym poprzez stronę internetową Fakt.pl oraz aplikację mobilną. Dziennik „Fakt” dostarcza wiadomości lokalne i krajowe dotyczące finansów osobistych, życia celebrytów, polityki, a także zdrowia, kultury, biznesu, sportu oraz spraw społecznych. „Fakt” jest najchętniej czytaną gazetą codzienną w Polsce utrzymując pozycję lidera wśród dzienników ogólnopolskich. Dziennik jest wzorowany na niemieckim „Bild” i należy do gazet typu tabloid. Właścicielem serwisu Fakt.pl i dziennika „Fakt” jest Grupa Ringier Axel Springer Polska należąca do niemiecko-szwajcarskiego joint venture Ringier Axel Springer (Axel Springer SE i Ringier AG). Gazeta jest wydawana od 2003 roku w Warszawie w nakładzie 300 000 sztuk. 

## Cykliczne dodatki
„Fakt” publikuje cykliczne dodatki: 
- Fakt Nasze Sprawy – dodatek ukazujący się we wtorki, obejmujący różnorodne tematy społeczne i praktyczne porady[10].
- Fakt Żyj Lepiej – dodatek środowy, koncentrujący się na zdrowiu, stylu życia i poradach dotyczących poprawy jakości życia[10].
- Fakt TV – dodatek czwartkowy poświęcony programom telewizyjnym, filmom i rozrywce[10].
- Fakt Dobre Chwile – dodatek piątkowy, który dostarcza czytelnikom relaksujących treści, takich jak opowiadania, przepisy kulinarne i inne formy rozrywki[10].
- Fakt Krzyżówki 101 Panoramicznych – dodatek ukazujący się w soboty, z krzyżówkami, oferujący różnorodne łamigłówki i zagadki dla miłośników krzyżówek[10].

## Nakład i czytelnictwo
W szczytowym okresie swojej popularności, „Fakt” osiągał nakład przekraczający 500 tysięcy egzemplarzy dziennie. 
| Rok  | Liczba egz.                |
| ---- | -------------------------- |
| 2005 | 519 086                    |
| 2010 | 437 060                    |
| 2015 | 307 474                    |
| 2020 | 180 019                    |
| 2022 | 140 286 (w tym 243 e-wyd.) |
| 2023 | 122 578 (w tym 228 e-wyd.) |

## Nagrody
2023
- Karina Konieczna z redakcji „Faktu” otrzymała nagrodę Tytuł Mistrza Internetowego Przekazu 2023 przyznaną przez Stowarzyszenie Dziennikarze dla Zdrowia[16].

2022   
- Karina Konieczna, dziennikarka „Faktu”, została uhonorowana nagrodą Dziennikarza Medycznego Roku w konkursie organizowanym przez Stowarzyszenie Dziennikarze dla Zdrowia. Wcześniej zdobyła to wyróżnienie w latach 2021, 2017 i 2012[17].

2021  
- Mirosław Pieślak, fotograf z gdańskiego oddziału redakcji „Faktu”, został nagrodzony w prestiżowym Gdańsk Press Photo, XXV edycji Pomorskiego Konkursu Fotografii Prasowej im. Zbigniewa i Macieja Kosycarzy, za czarno-biały fotoreportaż „Protesty”, ukazujący Strajk Kobiet oraz kontrmanifestacje[18].

2020
- Aleksander Majdański z warszawskiego oddziału „Faktu”, uzyskał trzecią nagrodę w konkursie Fotoreporter Roku 2020, który został przeprowadzony przez Stowarzyszenie Fotoreporterów. Jego wyróżniony fotoreportaż nosił tytuł "Pogrzeb dzieci nienarodzonych"[19].
 2020

- Aleksander Majdański został uhonorowany nagrodą im. Eugeniusza Lokajskiego za swój fotoreportaż z Mistrzostw Świata UCI w Kolarstwie Torowym[20].

2019  
- Rafał Klimkiewicz, fotoreporter „Faktu”, otrzymał pierwszą nagrodę w konkursie „Śląska Fotografia Prasowa 2018” za cykl zdjęć z wydarzenia Intel Extreme Masters[21].
- Mirosław Pieślak został nagrodzony w prestiżowym konkursie organizowanym przez Stowarzyszenie Fotoreporterów za całokształt swojej pracy w 2019 roku. Ponadto, jego fotoreportaż dotyczący problemów rybaków z Władysławowa również został nagrodzony[22].

2018  
- Karina Konieczna z redakcji „Faktu” zdobyła I nagrodę w kategorii publicystyka internetowa a także honorowy tytuł Ambasadorki Czystego Powietrza w kategorii specjalnej „Zagrożenia zdrowotne wynikające z zanieczyszczenia powietrza i środowiska” w konkursie, organizowanym przez Stowarzyszenie Dziennikarze dla Zdrowia[23].

- Mirosław Pieślak, fotoreporter „Faktu”, został wyróżniony w konkursie Gdańsk Press Photo za fotoreportaż przedstawiający skutki nawałnicy oraz za dwa zdjęcia ukazujące zmagania triathlonistów[24].

## Historia
2023: 20-lecie „Faktu”
W 2023 roku gazeta "Fakt" świętowała 20-lecie istnienia. Z tej okazji wydano jubileuszowy numer gazety. W ciągu 20 lat wydano 6 058 numerów gazety „Fakt”, osiągając łączny nakład blisko 3 miliardów egzemplarzy. 
2022: Integracja z Onet Premium
W 2020 roku „Fakt” został włączony do usługi Onet Premium, platformy oferującej dostęp do treści z kilkunastu polskich i zagranicznych tytułów w modelu subskrypcyjnym. 
2020: Serwis subskrypcyjny i aplikacja mobilna
W sierpniu 2020 roku uruchomiono płatny serwis subskrypcyjny dziennika oraz specjalną aplikację na smartfony. Subskrybenci uzyskali dostęp do aktualnych i archiwalnych numerów "Faktu" w formacie PDF oraz wszystkich treści na stronie internetowej Fakt.pl.
2017: Tygodnik „Fakt za miastem”  
W 2017 roku rozpoczęto wydawanie tygodnika „Fakt za miastem”. 
2015: Portal Fakt24.pl
We wrześniu 2015 roku wystartował portal informacyjny Fakt24.pl, początkowo jako uzupełnienie papierowej wersji gazety. Obecnie przemieniono go w nowoczesny serwis codzienny Fakt.pl. 
2013: Magazyn „Fakt Historia”
W 2013 roku uruchomiono magazyn „Fakt Historia”, który szybko stał się najpopularniejszym magazynem historycznym w Polsce. 
2008: „Fakt” w Wielkiej Brytanii i Irlandii
Od września 2008 roku gazeta była wydawana również w Wielkiej Brytanii i Irlandii jako tygodnik, ukazujący się w każdy czwartek. Zawierała najciekawsze materiały z polskiej wersji oraz specjalne sekcje poradnikowe dla Polaków mieszkających w obu krajach. Druk odbywał się w Irlandii, a dystrybucja była prowadzona przez polskie sklepy i lokalne punkty sprzedaży prasy. 
2004: Rekordowa sprzedaż
Gazeta szybko zdobyła popularność, osiągając w lutym 2004 roku rekordową sprzedaż na poziomie 1 021 986 egzemplarzy. 
2003: Powstanie „Faktu”
22 października 2003 roku ukazało się pierwsze wydanie „Faktu”. Już na początku swojej działalności w 2003 roku, „Fakt” osiągnął średnią dzienną sprzedaż przekraczającą 535 000 egzemplarzy, wyprzedzając tym samym konkurencyjne tytuły. 

## „Fakt” dla Wielkiej Brytanii i Fakt dla Irlandii
We wrześniu 2008 roku wydawnictwo Axel Springer Polska rozpoczęło wydawanie dwóch nowych tygodników: „Fakt dla Wielkiej Brytanii” i „Fakt dla Irlandii”, skierowanych do Polaków mieszkających na Wyspach Brytyjskich.
Tygodniki te ukazywały się w każdy czwartek i zawierały wybór najciekawszych materiałów z polskiej wersji "Faktu" oraz specjalne sekcje poradnikowe dla Polaków mieszkających w tych krajach. Redaktorem naczelnym obu wydań był Jan Domaniewski.
Jednak przyszłość tych wydań okazała się niepewna. Już w 2009 roku pojawiły się informacje o możliwym zakończeniu projektu. Ostatecznie, decyzją ówczesnego redaktora naczelnego Grzegorza Jankowskiego, projekt został zamknięty w 2009 roku, zaledwie rok po jego rozpoczęciu.

## Krytyka
W 2004 i 2005 Stowarzyszenie Dziennikarzy Polskich przyznało „Faktowi” tytuł „Hieny Roku” za wyróżnienie się szczególną nierzetelnością i lekceważeniem zasad etyki dziennikarskiej. Przyznanie tej „nagrody” Faktowi zagwarantował krzykliwy, często obraźliwy styl artykułów oraz powszechne celowe wprowadzanie czytelników w błąd.
„Fakt” wielokrotnie oskarżany był w innych mediach o podawanie nieprawdy i tworzenie materiałów fikcyjnych. Słynnym przykładem jest seria artykułów o rzekomym wielorybie płynącym Wisłą.
Artykuły w dzienniku są często oparte na niesprawdzonych spekulacjach. Przykładem jest artykuł z pierwszej strony „Faktu” o rzekomym nadużyciu ministra edukacji Romana Giertycha pt. Dał rodzicom rządowe auto. Sprawa zakończyła się przeprosinami redaktora naczelnego Faktu.
Po publikacji przez „Fakt” rzekomego listu samobójczego byłych sióstr z zakonu betanek z Kazimierza Dolnego sprawą zajęła się prokuratura. Tekst okazał się w całości sfingowany, a „Fakt” przeprosił na 11 stronie za publikację informacji, które „okazały się nieprawdziwe”. Rada Etyki Mediów skrytykowała Fakt za „kolejne rażące nadużycie”.
We wrześniu 2013 „Gazeta Wyborcza” skrytykowała w swoim artykule prowokację „Faktu” dotyczącą jednego z opolskich urzędników, który w wyniku prowokacji „Faktu” stracił pracę. Prowokacja miała miejsce, natomiast materiał nie został opublikowany.
Michał Karnowski, były dziennikarz gazet „Dziennik” oraz „Newsweek”, zarzucił „Faktowi” brak ambicji oraz rezygnowanie z rzetelnego dziennikarstwa na rzecz artykułów nastawionych „na krew oraz goliznę”, obwiniając za to mało ambitną politykę Ringier Axel Springer Polska, na którą redaktor naczelny nie ma żadnego wpływu.
20 sierpnia 2015 „Fakt” opublikował zdjęcie twarzy umierającej, 10-letniej dziewczynki zamordowanej uderzeniem siekierą w głowę po wyjściu z księgarni w Kamiennej Górze. Publikacja wywołała duże oburzenie i spotkała się z krytyką ze strony innych mediów.
W weekendowym wydaniu dziennika „Fakt na weekend” z 1–2 września 2018 opublikowany został kontrowersyjny artykuł zatytułowany Ojciec wybrał politykę, a syn sznur opisujący śmierć syna Leszka Millera. Polityk poinformował o wytoczeniu procesu sądowego za naruszenie dóbr osobistych przeciwko wydawcy gazety oraz redaktorowi naczelnemu, Robertowi Felusiowi. Niedługo potem w związku ze sprawą Feluś zrezygnował z funkcji redaktora naczelnego.

## Procesy sądowe
- W kwietniu 2006 po tym, jak w październiku 2005 „Fakt” opublikował tekst „Ten zboczeniec jest wolny” na temat pedofilii, ilustrując go prawie 30 cm zdjęciem powszechnie znanego w Koninie redaktora naczelnego „Przeglądu Konińskiego” Stanisława Piguły, Sąd Okręgowy w Warszawie nakazał redaktorowi naczelnemu „Faktu” przeproszenie mężczyzny za naruszenie jego dobrego imienia oraz zasądził zadośćuczynienie w kwocie 100 tysięcy złotych. Stanisław Piguła postanowił przekazać całą kwotę zadośćuczynienia na opiekę paliatywną w Wojewódzkim Szpitalu Zespolonym w Koninie[53]. Wyrok sądu I instancji został następnie podtrzymany przez sąd apelacyjny i Sąd Najwyższy, które nie znalazły podstaw do obniżenia zadośćuczynienia (czego domagał się Jankowski), bowiem wynagrodzenie redaktora naczelnego „Faktu” wynosiło wówczas 65 tysięcy złotych miesięcznie[54].
- Z dziennikiem procesowały się także osobowości medialne: Anna Mucha[55], Kayah[56], Joanna Brodzik[57], Edyta Górniak[58] i Paulina Młynarska[59]. Wszystkie wygrały procesy i wywalczyły zadośćuczynienie od gazety.
- W maju 2010 „Fakt” przegrał pozew sądowy, jaki wytoczył gazecie dziennikarz Mariusz Max Kolonko za serię artykułów z 2006 na temat jego związku z aktorką Weroniką Rosati. Sąd Okręgowy w Warszawie uznał gazetę winną naruszenia dóbr osobistych i nakazał opublikowanie przeprosin i wypłatę 50 tys. złotych na rzecz powoda[60].

## Redaktorzy

### Redaktorzy naczelni
- Grzegorz Jankowski (2003-2014)[1][10]
- Robert Feluś (2014–2018)[61][1]
- Katarzyna Kozłowska (2019-2023)[62][63]
- Marcin Kowalczyk (p.o., 2023)[63]
- Michał Wodziński (od 2023)[64][65]

### Zastępcy redaktora naczelnego
- Natalia Rzewińska (od 2023)[66][67]
- Michał Piasecki (od 2023)[68]
- Aldona Toczek (od 2019)[69]
- Marcin Kowalczyk (od 2019)[69]

## Działalność charytatywna „Faktu”
„Fakt” angażuje się w działalność charytatywną. W 2010 roku została założona Fundacja „Faktu” „Serce dla Dzieci”, której misją jest wspieranie dzieci zmagających się z chorobami i niepełnosprawnościami. Dotychczas Fundacja wsparła ponad 2300 dzieci. Główne obszary działalności Fundacji obejmują finansowanie pomocy medycznej, w tym rehabilitacji, terapii, leczenia operacyjnego, sprzętu medycznego, leków oraz artykułów opatrunkowych. Fundacja pozyskuje środki poprzez organizację zbiórek publicznych na łamach gazety „Fakt” oraz na portalu Fakt24.pl. Jako Organizacja Pożytku Publicznego prowadzi także kampanie mające na celu pozyskiwanie 1,5 procent podatku. Po wybuchu wojny w Ukrainie, Fundacja uruchomiła specjalny program finansowania rehabilitacji dla dzieci uchodźców, które cierpiały z powodu konsekwencji wojny oraz chorób i niepełnosprawności. Dzięki tej akcji zebrano 349 568 złotych.